# RAN Championship 2016
RAN Championship 2016 – turniej z cyklu RAN Championship, międzynarodowe zawody rugby union organizowane przez Rugby Americas North dla rozwijających się zespołów ze strefy RAN, które odbywały się w dniach 5 marca–1 października 2016 roku. Stanowiły jednocześnie część kwalifikacji do Pucharu Świata 2019.
Jako że te zawody rozpoczynały nowy cykl eliminacji do Pucharu Świata, pierwszy mecz był sędziowany przez arbitra finału poprzedniego Pucharu Świata Nigela Owensa, a do fazy grupowej awansowała Jamajka. W swych grupach niepokonane były reprezentacje Meksyku i Gujany, a decydujący pojedynek zaplanowano na 1 października 2016 roku. Finał był transmitowany w Internecie na oficjalnej stronie meksykańskiego związku, a górą z niego wyszli reprezentanci Meksyku.

## Informacje ogólne
Dwa zespoły rozpoczęło zawody od kwalifikacji, których zwycięzca awansował do fazy grupowej. W niej rywalizacja odbywała się systemem kołowym w ramach dwóch wydzielonych geograficznie. Zwycięzcy obu grup awansowali do finału turnieju, a jego triumfator awansował dodatkowo do kolejnego etapu kwalifikacji do Pucharu Świata w Rugby 2019.

## Kwalifikacje
| 5 marca 2016 | Saint Vincent i Grenadyny | 0 - 48 | Jamajka | Arnos Vale Stadium, Kingstown Sędzia: Nigel Owens |
| 5 marca 2016 | Relacja                   |        |         | Arnos Vale Stadium, Kingstown Sędzia: Nigel Owens |

## Faza grupowa

### Grupa północna
| 7 maja 2016 | Bahamy  | 3 - 39 | Meksyk | Winton Rugby Center, Nassau |
| 7 maja 2016 | Relacja |        |        | Winton Rugby Center, Nassau |

| 21 maja 2016 | Meksyk  | 75 - 10 | Bermudy | Universidad Iberoamericana, Meksyk |
| 21 maja 2016 | Relacja |         |         | Universidad Iberoamericana, Meksyk |

| 21 maja 2016 | Kajmany | 20 - 8 | Bahamy | Truman Bodden Stadium, George Town |
| 21 maja 2016 | Relacja |        |        | Truman Bodden Stadium, George Town |

| 4 czerwca 2016 | Bermudy | 30 - 13 | Bahamy | National Sports Center, Hamilton |
| 4 czerwca 2016 | Relacja |         |        | National Sports Center, Hamilton |

| 18 czerwca 2016 | Kajmany | 47 - 11 | Bermudy | Truman Bodden Stadium, George Town |
| 18 czerwca 2016 | Relacja |         |         | Truman Bodden Stadium, George Town |

| 2 lipca 2016 | Meksyk  | 34 - 24 | Kajmany | Meksyk |
| 2 lipca 2016 | Relacja |         |         | Meksyk |

### Grupa południowa
| 23 kwietnia 2016 | Trynidad i Tobago | 34 - 14 | Jamajka | Ato Boldon Stadium, Couva |
| 23 kwietnia 2016 | Relacja           |         |         | Ato Boldon Stadium, Couva |

| 23 kwietnia 2016 | Gujana  | 48 - 17 | Barbados | National Park Rugby Field, Georgetown |
| 23 kwietnia 2016 | Relacja |         |          | National Park Rugby Field, Georgetown |

| 21 maja 2016 | Gujana  | 23 - 5 | Jamajka | National Park Rugby Field, Georgetown |
| 21 maja 2016 | Relacja |        |         | National Park Rugby Field, Georgetown |

| 21 maja 2016 | Barbados | 5 - 39 | Trynidad i Tobago | Garrison Savannah, Bridgetown |
| 21 maja 2016 | Relacja  |        |                   | Garrison Savannah, Bridgetown |

| 18 czerwca 2016 | Barbados | wo. | Jamajka |  |
| 18 czerwca 2016 | Relacja  |     |         |  |

| 18 czerwca 2016 | Trynidad i Tobago | 18 - 22 | Gujana | Hasely Crawford Stadium, Port-of-Spain |
| 18 czerwca 2016 | Relacja           |         |        | Hasely Crawford Stadium, Port-of-Spain |

## Finał
| 1 października 2016 | Meksyk  | 32 - 3 | Gujana | Estadio Roberto "Tapatio" Mendez, Meksyk |
| 1 października 2016 | Relacja |        |        | Estadio Roberto "Tapatio" Mendez, Meksyk |